# Tomáš Verner
Tomáš Verner (* 3. Juni 1986 in Písek, Tschechoslowakei) ist ein ehemaliger tschechischer Eiskunstläufer, der im Einzellauf startete. Er wurde im Jahr 2008 Europameister. Verner vertrat die Tschechische Republik bei den Olympischen Spielen 2006, 2010 und 2014 sowie bei zwölf Eiskunstlauf-Weltmeisterschaften.

## Biografie
Verner begann im Alter von fünf Jahren mit dem Eiskunstlaufen. Er hat einen älteren Bruder, Miroslav, der auf internationaler Ebene im Paarlauf der Junioren Wettkämpfe bestritten hat, und eine jüngere Schwester, Kateřina. Er spricht neben seiner Muttersprache Deutsch, Englisch und etwas Russisch. Mit zwölf Jahren zog er von seiner Heimatstadt Pisek nach Prag, um bei Vlasta Kopřivová trainieren zu können.
Im Jahr 2002 wurde Verner zum ersten Mal tschechischer Meister und bestritt seine erste Europameisterschaft, bei der er den 14. Platz belegte und seine erste Weltmeisterschaft, bei der er die Qualifikation für die Kür verpasste und 26. wurde. Verner trainierte in der Hochsaison in der "Hasa Hall" in Prag und im "Ice-Dome" in Oberstdorf und während des Sommers zusätzlich in Leppävirta in Finnland. Neben Kopřivová wurde er dabei außerdem von Michael Huth trainiert. Seine Choreographen waren zu dieser Zeit Lori Nichol und Rostislaw Sinizyn. Die nächsten vier Jahre konnte sich Verner nicht bedeutend verbessern. 2006 bestritt er in Turin seine ersten Olympischen Spiele und beendete sie auf dem 18. Platz.
Das Jahr 2007 brachte schlagartig Verners Durchbruch. Erstmals überhaupt erreichte er bei einer Europameisterschaft und einer Weltmeisterschaft eine einstellige Platzierung. Bei der Europameisterschaft in Warschau wurde er sogleich Vize-Europameister hinter Brian Joubert. Dabei gewann er sogar das Kurzprogramm. Bei der Weltmeisterschaft in Tokio bestätigte Verner mit dem Erreichen des vierten Platzes seine Leistung. Dabei zeigte er eine Vierfach-Toeloop-Dreifach-Toeloop-Kombination und einen weiteren vierfachen Toeloop.

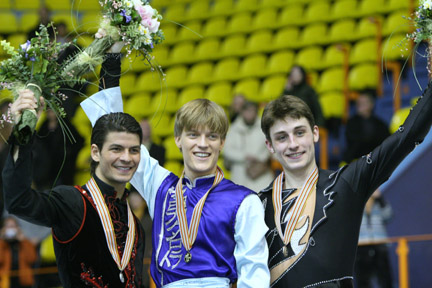
Verner bei seinem EM-Sieg 2008 mit Brian Joubert (rechts) und Stéphane Lambiel
(links)

2008 wurde der inzwischen sechsfache tschechische Meister Verner in Zagreb Europameister. 16 Jahre zuvor hatte mit Petr Barna zuletzt ein Tscheche diesen Titel gewinnen können. Bei der Weltmeisterschaft lag er nach dem Kurzprogramm auf einem vielversprechenden vierten Rang, stürzte aber mit einer desaströsen Kür, der 20. des Wettbewerbs, noch auf den 15. Rang ab.
Im Dezember 2008 konnte sich Verner zum ersten Mal für das Grand-Prix-Finale qualifizieren. Dort belegte er den vierten Platz. Bei der Europameisterschaft 2009 schaffte er eine persönliche Bestleistung im Kurzprogramm, machte aber mehrere Fehler in der Kür, die ihn vom zweiten auf den sechsten Platz im Gesamtklassement zurückwarfen. Bei der Weltmeisterschaft in Los Angeles wurde er, wie schon zwei Jahre zuvor, Vierter.
In der Saison 2009/10 hatte Verner unter dem H1N1-Virus zu leiden, von dem er sich für die ganze Saison nicht mehr richtig erholen konnte. Später kritisierte er seine Trainer dafür, dass sie ihn überhaupt an den Start gehen ließen. Bei den tschechischen Meisterschaften musste er Michal Březina den Vortritt lassen. Verner wurde Sechster beim Grand-Prix-Finale, Zehnter bei der Europameisterschaft und belegte in Vancouver bei seinen zweiten Olympischen Spielen lediglich den 19. Platz. Daraufhin verzichtete er auf eine Teilnahme an der Weltmeisterschaft. Dort wurde sein Landsmann Březina Vierter.

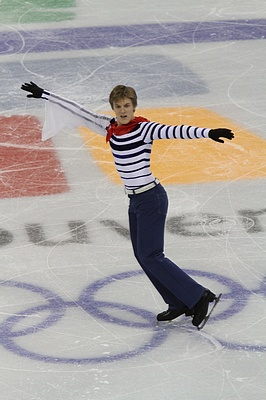
Verner bei den Olympischen Spielen 2010

Verner schloss 2010 ein Sportstudium an der Karlsuniversität in Prag ab.
Vor Beginn der Saison 2010/11 wechselte Verner seine Trainer und ging zu Robert Emerson nach Richmond Hill, in der Nähe von Toronto. Verner bemerkte, dass die neuen nordamerikanischen Trainingsmethoden eine große Umstellung für ihn bedeuteten, da er es aus Europa nicht gewohnt sei, ständig komplette Durchläufe des Programms zu trainieren, sondern dies nur vor den jeweiligen Turnieren, zwei, drei Mal zu tun. Neben seinen Trainern wechselte Verner auch seine Choreografen. Pasquale Camerlengo zeichnet nun verantwortlich für seine Programme.
Mit dem Sieg beim Cup of Russia, mit persönlicher Bestleistung in der Kür, konnte Verner den ersten Grand-Prix-Wettbewerb seiner Karriere gewinnen. Dies brachte ihm die Qualifikation für das Grand-Prix-Finale, bei dem er Fünfter wurde. Wenig später gewann er die tschechische Meisterschaft vor einem verletzungsgeschwächten Michal Březina. Bei der Europameisterschaft 2011 in Bern erreichte Verner nach drei Jahren wieder das Podium. Er gewann die Bronzemedaille hinter den Franzosen Florent Amodio und Brian Joubert. Bei der Weltmeisterschaft in Moskau konnte Verner seinen Aufwärtstrend allerdings nicht bestätigen und erreichte lediglich den zwölften Platz.
Im Herbst 2011 konnte Verner aufgrund von Rückenproblemen nicht an der Grand-Prix-Serie teilnehmen. Bei den tschechischen Meisterschaften gelang es ihm jedoch, Michal Březina hinter sich zu halten, und sich somit seinen achten nationalen Titel zu sichern. Die Europameisterschaft beendete er auf dem fünften Platz, bei der Weltmeisterschaft konnte er zu keiner Zeit seine Leistungsmöglichkeiten abrufen und belegte den 16. Platz.
Die Saison 2012/13 verlief für Verner desaströs. Bei seinen beiden Grand-Prix-Wettbewerben kam er nicht über den letzten Platz hinaus. Bei der Europameisterschaft belegte er den elften Platz und bei der Weltmeisterschaft den 21. Platz. Bei der WM-Kür gelang ihm fast kein Sprungelement wie geplant.
In der letzten Saison seiner Karriere erreichte Verner bei den Olympischen Winterspielen 2014 in Sotschi mit dem elften Platz das beste Ergebnis seiner drei olympischen Teilnahmen. Bei seiner zwölften Teilnahme an Weltmeisterschaften erreichte er mit Platz zehn das drittbeste Ergebnis seiner Karriere.

## Ergebnisse
| Meisterschaft / Jahr           | 2001  | 2002  | 2003  | 2004  | 2005  | 2006  | 2007  | 2008  | 2009  | 2010  | 2011  | 2012  | 2013  | 2014  |
| ------------------------------ | ----- | ----- | ----- | ----- | ----- | ----- | ----- | ----- | ----- | ----- | ----- | ----- | ----- | ----- |
| Olympische Winterspiele        |       |       |       |       |       | 18.   |       |       |       | 19.   |       |       |       | 11.   |
| Weltmeisterschaften            |       | 26.   | 22.   | 19.   | 31.   | 13.   | 4.    | 15.   | 4.    |       | 12.   | 16.   | 21.   | 10.   |
| Europameisterschaften          |       | 14.   | Z     | 10.   |       | 10.   | 2.    | 1.    | 6.    | 10.   | 3.    | 5.    | 11.   | 7.    |
| Juniorenweltmeisterschaften    | 17.   |       |       | 14.   |       |       |       |       |       |       |       |       |       |       |
| Tschechische Meisterschaften   | 2.    | 1.    | 1.    | 1.    |       | 1.    | 1.    | 1.    |       | 2.    | 1.    | 1.    | 1.    | 1.    |
|                                |       |       |       |       |       |       |       |       |       |       |       |       |       |       |
| Grand-Prix-Wettbewerb / Saison | 00/01 | 01/02 | 02/03 | 03/04 | 04/05 | 05/06 | 06/07 | 07/08 | 08/09 | 09/10 | 10/11 | 11/12 | 12/13 | 13/14 |
| Grand-Prix-Finale              |       |       |       |       |       |       |       |       | 4.    | 6.    | 5.    |       |       |       |
| Skate America                  |       |       |       |       |       |       |       |       |       | 5.    |       |       | 8.    |       |
| Skate Canada                   |       |       |       |       |       |       | 5.    |       |       |       |       |       |       |       |
| Trophée Eric Bompard           |       |       |       |       |       |       |       | 6.    |       | 2.    |       |       | 8.    |       |
| Cup of Russia                  |       |       |       |       |       |       | 4.    |       | 2.    |       | 1.    |       |       |       |
| NHK Trophy                     |       |       |       |       |       |       |       | 2.    |       |       |       | 5.    |       |       |
| Cup of China                   |       |       |       |       |       |       |       |       | 3.    |       | 3.    |       |       |       |